# Truyện cổ tích Việt Nam
Truyện cổ tích Việt Nam là những truyện cổ tích được người Việt truyền miệng trong dân gian để kể lại những câu chuyện tưởng tượng xoay quanh một số nhân vật và sự kiện khác nhau. Vì là truyện cổ tích nên chúng thường mang yếu tố hoang đường, kì ảo, thể hiện ước mơ của người Việt về chiến thắng cuối cùng của cái thiện đối với cái ác, sự công bằng thay cho sự bất công trong xã hội. Những truyện cổ tích Việt Nam được xét vào thể loại hư cấu và khuyết danh, dù một vài câu chuyện có thể là lời giải thích cho một số sự vật, hiện tượng trong đời sống nhưng chúng không được xem là cứ liệu khoa học, mà nó thuộc vào phạm trù văn hóa Việt Nam.

## Phân loại
Căn cứ vào nhân vật chính và tính chất sự việc được kể lại, có thể chia truyện cổ tích ra làm ba loại.

### Truyện cổ tích về loài vật
Loại truyện cổ tích này thường là truyện ngụ ngôn những con vật nuôi trong nhà, khi miêu tả đặc điểm các con vật thường nói đến nguồn gốc các đặc điểm đó: Trâu và ngựa, Chó ba cẳng...; và hệ thống truyện về con vật thông minh, dùng mẹo lừa để thắng các con vật mạnh hơn nó: Cóc kiện Trời, Sự tích con sam, Thạch Sùng còn thiếu mẻ kho, Sự tích con dã tràng, truyện Công và Quạ. Truyện dân gian Nam Bộ về loài vật có: Tại sao có địa danh Bến Nghé, Sự tích rạch Mồ Thị Cư, Sự tích cù lao Ông Hổ...; chuỗi Truyện Bác Ba Phi: Cọp xay lúa...

### Truyện cổ tích thần kỳ
Dòng truyện Cổ tích thần kỳ kể lại những sự việc xảy ra trong đời sống gia đình và xã hội của con người. Đó có thể là những mâu thuẫn giữa các thành viên trong gia đình phụ quyền, vấn đề tình yêu hôn nhân, những quan hệ xã hội như Tấm Cám, Ăn khế trả vàng, Sự tích con khỉ, Sự tích Trầu Cau,....
Nhóm truyện về các nhân vật tài giỏi, dũng sĩ, nhân vật chính lập chiến công, diệt cái ác, bảo vệ cái thiện, mưu cầu hạnh phúc cho con người (Thạch Sanh, Người thợ săn và mụ Chằng). Nhóm truyện về các nhân vật bất hạnh: về mặt xã hội, họ bị ngược đãi, bị thiệt thòi về quyền lợi, về mặt tính cách, họ trọn vẹn về đạo đức nhưng thường chịu đựng trừ nhân vật xấu xí mà có tài (Sọ Dừa, Lấy vợ Cóc, Cây tre trăm đốt).

### Truyện cổ tích sinh hoạt
Truyện tiếu lâm, Truyện cũng kể lại những sự kiện khác thường ly kỳ, nhưng những sự kiện này rút ra từ thế giới trần tục. Yếu tố thần kỳ, nếu có, thì không có vai trò quan trọng đối với sự phát triển câu chuyện như trong cổ tích thần kỳ.
Nhóm truyện có đề tài nói về nhân vật bất hạnh (Trương Chi, Sự tích chim hít cô, Sự tích chim quốc...); nhóm có nội dung phê phán những thói xấu: (Đứa con trời đánh, Gái ngoan dạy chồng...); nhóm truyện về người thông minh: (Quan án xử kiện hay Xử kiện tài tình, Cậu bé thông minh, Cái chết của bốn ông sư, Nói dối như Cuội...); nhóm truyện về người ngốc nghếch: (Chàng ngốc đi kiện, Làm theo vợ dặn, Nàng bò tót...)

## Đặc trưng của truyện cổ tích
Truyện cổ tích ra đời trong xã hội có phân chia giai cấp, đề cập và quan tâm trước hết là những nhân vật bất hạnh cho nên chức năng cơ bản của truyện cổ tích là nhằm an ủi, động viên, bênh vực cho những thân phận, phẩm chất của con người. Vì thế qua mỗi câu chuyện cổ tích, nhân dân lao động đều gửi gắm mơ ước về một thế giới tốt đẹp, về sự công bằng.
Từ chức năng đó nên đặc trưng sau cơ bản sau của truyện cổ tích :
1. Truyện cổ tích xây dựng một thế giới hư cấu.
2. Truyện cổ tích là câu chuyện đã trọn vẹn về cốt truyện nhưng đồng thời mang tính mở đặc trưng của văn bản văn học dân gian ở cấp độ chi tiết, môtip.
3. Truyện cổ tích mang tính giáo dục cao, mỗi câu chuyện là một bài học về đạo đức, ứng xử, lẽ công bằng,...

## Kho tàng truyện cổ tích Việt Nam
Tác phẩm gồm nhiều tập này (trong số đó 2 tập đã được công bố vào năm 1957 và được tái bản vào năm 1961) có tham vọng tập hợp lại phần chính yếu của cổ tích và truyền thuyết Việt-nam cổ truyền; có thể nói công trình này cũng tương đương với những gì Henri Pourra đã hoàn thành về văn hoá dân gian của nước Pháp xưa (Trésor des contes, Nhà xuất bản Gallimard).
Nhiều tác giả đương đại, cả Pháp và Việt Nam, đã tự đặt cho mình nhiệm vụ thu thập và phổ biến truyện cổ Việt Nam, nhưng hình như Nguyễn Đổng Chi là người đầu tiên theo đuổi công việc ấy một cách khoa học và hoàn chỉnh hơn cả. Tác phẩm của ông gồm ba phần, mà phần thứ nhất và phần thứ ba là hai công trình nghiên cứu rất bổ ích để hiểu và đánh giá lĩnh vực truyện cổ tích trong văn chương truyền miệng Việt Nam.